# المديرية العامة للدراسات والمستندات (المغرب)
المديرية العامة للدراسات والمستندات (بالفرنسية: Direction générale des études et de la documentation)‏ واختصارًا تسمى لادجيد هي وكالة المخابرات الخارجية ومكافحة التجسس للدولة المغربية. وترتبط مباشرة بالمؤسسة الملكية المغربية. يرأس هذا الجهاز محمد ياسين المنصوري منذ 2005 .
صنف تقرير صادر عن مجلس حقوق الإنسان، التابع لمنظمة الأمم المتحدة، المخابرات المغربية كأقوى جهاز أمني في شمال أفريقيا والشرق الأوسط، بالنظر إلى حجم العمليات التي باشرتها بخصوص قضايا الإرهاب والجرائم المهددة للأمن العام، وأيضا لما تخصصه من أطر كفؤة، وميزانية ضخمة للقيام بمهامها في ظروف ملائمة.
وأفاد التقرير بأن الاستخبارات المغربية تمتاز ببرنامج قوي فيما يتعلق بمحاربة الإرهاب، بالإضافة إلى أنها ترتكز على مبدأ التعاون مع الأجهزة المخابراتية الدولية؛ كالأمريكية والصينية والروسية والبلجيكية، وبشكل أكثر مع دول الخليج العربي، بهدف تعزيز مكانتها على الصعيد العالمي، ما مكّنها من ضمان الاستقرار والسلم في الوقت الذي شهدت فيه دول عربية ومغاربية أعمالا عدائية نفذتها عناصر متطرفة.
وعزا المصدر ذلك إلى المكتب المركزي للأبحاث القضائية، التابع للإدارة العامة لمراقبة التراب الوطني، المعروفة اختصاراً بــ"DGST"، لاسيما أنه يتعامل مع الجرائم الخطيرة، من سرقة، وسطو، وإتِّجار بالمخدرات والأسلحة، فضلا عن توفره على أطر بشرية مؤهلة تستفيد من دورات تكوينية في جميع الميادين، سواء منها التقنية أو القانونية أو الحقوقية.
وأضاف المجلس في تقريره بأن المكتب المركزي للأبحاث القضائية يكرّس الخبرة المغربية في التصدي لمختلف ظواهر الإجرام، كما أن طاقمه يعمل في ظل بيئة أمنية توفر جميع متطلبات الجيل الجديد، والوسائل الضرورية للقيام بمهمتها في أحسن وجه، وهو ما أفضى إلى نتائج جنبت الدولة أعمالا عدائية.
وتابع بأن الطابع المهني لـ "DGST" يتضح من خلال عدد الخلايا الإرهابية التي جرى تفكيكها خلال سنة 2014، والتي بلغ عددها 113 يتزعمها 1256 عنصر متطرف كانوا على استعداد تام بتنفيذ 30 عملية عدائية، كما أنها أحبطت 266 عملية، 114 منها مشاريع هجمات على 30 مركزا تجارياً و27 موقع سياحي و16 مقر للبعثات الدبلوماسية و22 مكان للتعبد باستعمال المواد المتفجرة.
وفي إطار محاربة الإرهاب دائما تمكنت عناصر الأمن المغربي من تجنب 66 محاولة للسطو على البنوك ومؤسسات عمومية، كشركات توزيع الماء والكهرباء، كما أنها تمكنت من تفكيك خلية إرهابية تتضمن 8 أفراد تنشط بالعديد من مدن المملكة، وتعمل على تجنيد وإرسال المقاتلين إلى مناطق الصراع بكل من سوريا والعراق، وما يميزها عن سابقتها هي نهجها لإستراتيجية «الجهاد الانفرادي».

## وصف الجهاز
لادجيد تعمل خارج المغرب وداخله. تجمعها أجهزة أخرى تابعة أو مستقلة عنها لكن الهدف هو خدمة السرية المغربية. لادجيد لديها مكتب في الرباط كموقع رسمي، لها عناصر موجودة في معظم البعثات الدبلوماسية في المملكة وبين المهاجرين المغاربة في الخارج، دور لادجيد الرئيسي هو استباق الأحداث التي لا تزال الدولة تتوجس منها بطريقة أو بأخرى، هذا الجهاز ارتبط بالمؤسسة الملكية منذ 1973 أي تاريخ إنشائها، حيث كان الهدف هو مراقبة عمل الجيش. بعد هجمات الدار البيضاء يوم 16ماي2003، أصبحت الحرب على الإرهاب، والمعلومات الاستخبارية عن الأنشطة الإرهابية محور تركيز لادجيد، وأيضًا كل ما يخص الصحراء. وهذا ما يفسر، من حيث المبدأ وصول مسؤول مدني لرئاسة جهاز لادجيد.
- تتويجا للتعاون المميز في المجالات الاستخباراتية بين المملكة المغربية وجمهورية رومانيا، أصدر الرئيس الروماني كلاوس يوهانيس قرارا يقضي بمنح المخابرات الخارجية المغربية، المعروفة باسم المديرية العامة للدراسات والمستندات، في شخص مديرها العام محمد ياسين المنصوري، وسام “نجمة رومانيا” من درجة فارس كبير، وهي أسمى الأوسمة المدنية التي تمنحها جمهورية رومانيا.[4][5][6]

## توشيحات
تقديرا لدور المديرية العامة للدراسات والمستندات في تعزيز الأمن الإقليمي ومكافحة جميع أشكال الإرهاب والتطرف، حظيت المديرية، باعتراف رسمي من رئيس رومانيا "كلاوس فيرنر يوهانيس"، الذي أصدر مرسوما رئاسيا، تم نشره في الجريدة الرسمية الرومانية بتاريخ التاسع من نونبر من نفس العام، يقضي بتوشيح مديرية الدراسات والمستندات في شخص مديرها محمد ياسين المنصوري بوسام وطني نجمة رومانيا؛ اعترافا بمساهمة السلطات المغربية الأمنية في إطلاق سراح رهينة روماني "يوليان غيرغوت" كان محتجزا في بوركيناسو.

## رؤساء لادجيد منذ إنشائها
| التسلسل | الرئيس              | بداية الفترة | نهاية الفترة |
| ------- | ------------------- | ------------ | ------------ |
| 1       | أحمد الدليمي        | 1973         | 1983         |
| 2       | عبد الحق القاديري   | 1983         | 2001         |
| 3       | أحمد الحرشي         | 2001         | 2005         |
| 4       | محمد ياسين المنصوري | 2005         | الآن         |

## أجهزة ذات صلة
- تحت إشراف وزارة الداخلية:
  - مديرية الاستعلامات العامة (RG)
  - مديرية مراقبة التراب الوطني (DST) أو (DGST)
  - المكتب المركزي للأبحاث القضائية (BCIJ)
  - المديرية العامة للشؤون الداخلية (DGAI)
- تحت إشراف القوات المسلحة الملكية:
  - المكتب الثاني (2B)
  - المكتب الخامس (5B)
  - الدرك الملكي المغربي (SRGR)